# 가오미뎬 남역
가오미뎬 남역(중국어: 高米店南站)은 중국 베이징시 다싱구 가오미뎬 가도 싱화 대가, 진싱 서로 교차로에 위치한 베이징 지하철 다싱선의 지하철역이다.

## 위치
가오미뎬 남역은 싱화 대가(兴华大街), 진싱 서로(金星西路)가 만나는 지점에 위치하고 있다.

## 역 구조

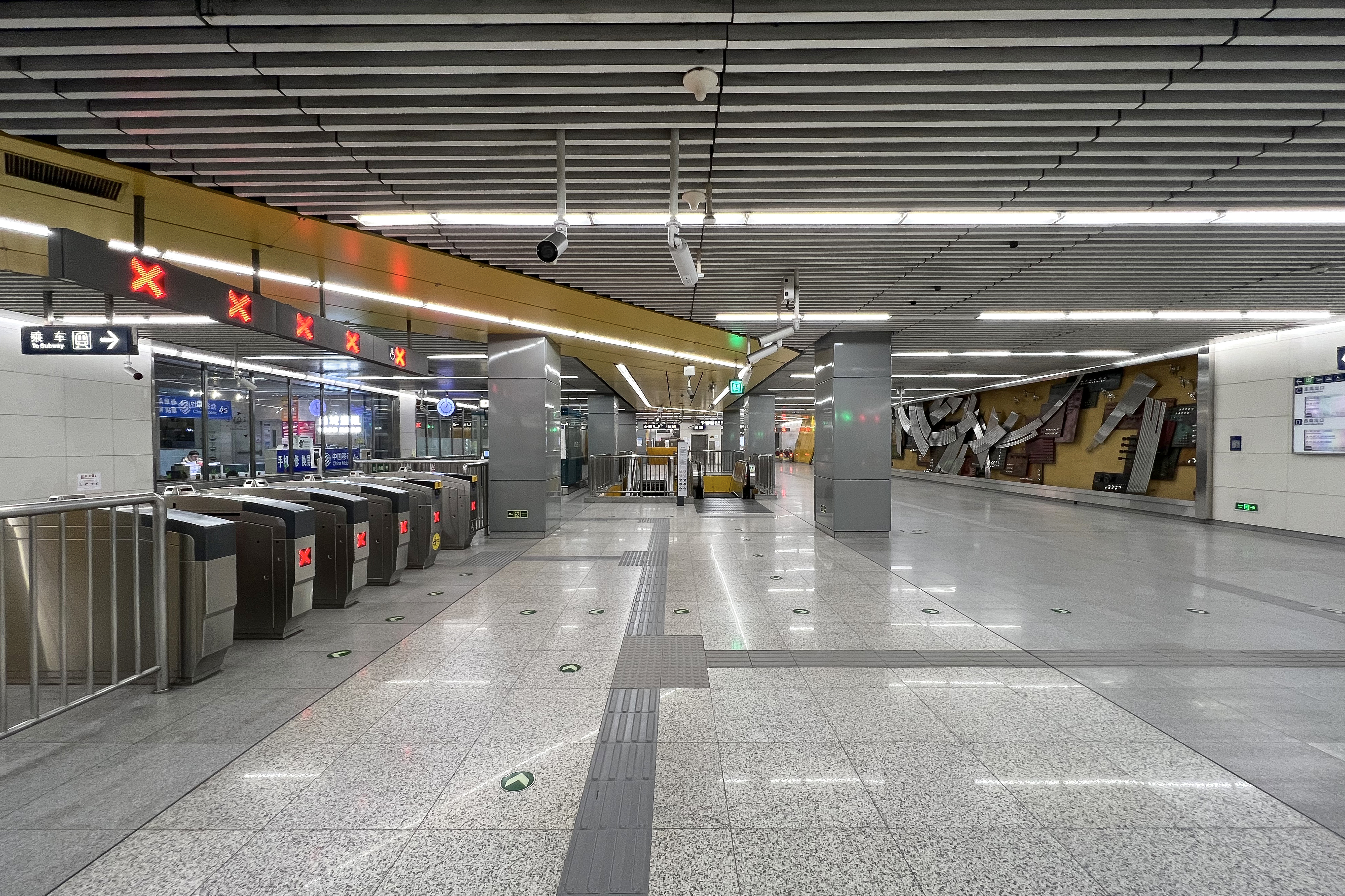
대합실

섬식 승강장으로 설계된 지하역이다. A(서북), B1(동북), B2(동북), C(동남), D(서남) 등 5개의 출입구가 있다. 장식 주제는 《천상의 소리(天籁之音)》이다. 역 밖에 두 곳의 버스 환승센터가 있다.
| 지면층          | 지면                            | A-D출구                                         |
| 지하 1층        | 대합실                          | 고객 센터, 자동매표기, 개집표기                 |
| 지하 2층 승강장 | ←                               | ■ 다싱선 안허차오 북 (4호선) 방면 (가오미뎬 북) |
| 지하 2층 승강장 | 섬식 승강장, 왼쪽 출입문이 열림 |                                                 |
| 지하 2층 승강장 | →                               | ■ 다싱선 톈궁위안 방면 (짜오위안)               |

## 출입구
이 역에는 총 5개의 출입구가 있으며 그 중 B2 출구는 지하 상업 시설로 연결되고 D 출구는 싱창 빌딩 내부에 있다.
|                         |                           |                                                                             |      |             |  |
| 출구                    | 지시                      | 출구 인근                                                                   | 사진 | 무장애 시설 |  |
| 出口 · A                | 싱화 대가(兴华大街)(서측) | 수도사범대학 부속중학교 다싱북 분교, 다싱구 스포츠센터, 빈하 공원(滨河公园) |      | 빈칸        |  |
| 出口 · B · 1            | 싱화 대가(兴华大街)(동측) | 뤼디 중앙광장(绿地中央广场)                                                 |      | 빈칸        |  |
| 出口 · B · 2            | 진싱 서로(金星西路)(북측) | 지하철 상권(地铁尚城)                                                       |      | 빈칸        |  |
| 出口 · C                | 싱화 대가(兴华大街)(측)   | 진싱 공원                                                                   |      |             |  |
| 出口 · D                | 싱화 대가(兴华大街)(西측) | 다싱구 인민검찰원, 다싱구 인민법원                                          |      | 빈칸        |  |
| 아이콘 설명: 엘리베이터 |                           |                                                                             |      |             |  |